# ТЕС Лаусвард Ф
ТЕС Лаусвард Ф («Фортуна») (нім. Kraftwerk Lausward F) — теплова електростанція у німецькому місті Дюссельдорф, споруджена за технологією комбінованого парогазового циклу.
Новий енергоблок F ввели в експлуатацію у 2016 році на місці закритої трьома роками раніше електростанції Лаусвард (блоки A-E, споруджені первісно з розрахунку на вугілля та переведені на газ). Він розташований у промисловій зоні доків на правому березі річки Рейн.
Електрична потужність енергоблоку становить 595 МВт (на випробуваннях зафіксована робота в режимі 603,8 МВт). Це забезпечується турбінами компанії Siemens: газовою SGT5-8000H та паровою SST-500. ТЕС «Фортуна» також забезпечуватиме споживачів тепловою енергією (потужність — 300 МВт). Передбачається, що взимку в момент пікового виробництва електроенергії на вітрових та сонячних станціях «Фортуна» переходитиме в особливий теплофікаційний режим, у якому нагріватиме воду в резервуарі об'ємом 35 тис. м3. Акумульована таким чином енергія може зберігатись кілька днів, дозволяючи ТЕС маневрувати співвідношенням виробництва електроенергії та тепла.
Основне паливо — природний газ, резервне нафта. На момент спорудження ТЕС мала рекордну паливну ефективність при виробництві електроенергії — 61,5 %, перевищивши показники електростанції Іршинг 4. Загальна паливна ефективність в режимі ТЕЦ досягає 85 %.
Енергоблок може виходити на повний режим із стану «гарячої зупинки» за 25 хвилин, що дозволяє використовувати його для регулювання електромережі країни.
Видача електроенергії відбувається через пряме підключення до ЛЕП компанії SWD, яка працює під напругою 110 кВ.